# Església de l'Assumpció del Soleràs
L'Església de l'Assumpció del Soleràs és una obra neoclàssica del Soleràs (Garrigues) inclosa a l'Inventari del Patrimoni Arquitectònic de Catalunya.

## Descripció
Edifici que presideix el nucli antic, agrupa tota la població del terme. És de planta basilical de tres naus, la central coberta amb volta de canó amb arcs torals i llunetes, i les laterals, d'aresta. Les naus estan separades per arcs formers i gruixudes pilastres amb grans capitells de motius vegetals. Als peus de l'església, a la part superior, hi ha el cor; a la zona dreta hi ha una torre campanar de secció octogonal. Els murs són policromats i el paviment, de mosaic. Al costat de l'epístola hi ha una petita capella, feta de nou; el seu altar és una roda de molí, dedicada al Sagrat Cor. L'altar major està dedicat a la Verge i als copatrons de la població, els sants Gregori i Domènec. A les capelles laterals, els altars són barrocs.
Exteriorment, l'edifici està obert a dues aigües de teula àrab. La façana principal és força ampla, té com a element principal el portal, construït per una obertura semicircular flanquejada per dues columnes amb capitells que sostenen decorativament un entaulament amb fornícula per allotjar la imatge de Sant Domènec. Complementen l'ornamentació algunes motllures.

## Història
Obra del 1805, neoclàssica, de tres naus, on destaca el retaule major, obra de Ramon Borràs. Aquest temple va substituir l'antic, de transició del romànic al gòtic, de petites dimensions, i un cop acabada la nova església, es va destinar a forn públic i també es va utilitzar com a escola. Havia sigut un edifici annex a casa Cortada.
La imatge de Sant Domènec de la façana fou enderrocada durant la guerra civil (1936-1939). En la dècada de 1980, un escultor lleidatà, Tamarit, la va refer. El 4 d'agost de 2017 es va posar una nova nova imatge del sant, més gran, de l'escultora Sara Ponsarnal, que el poble va contribuir a pagar.